# Mon lapin quotidien
Pour les articles homonymes, voir MLQ.
Mon lapin quotidien (MLQ) est un trimestriel édité à L'Association, comprenant de 12 à 16 pages en noir & blanc ou en bichromie et très grand format,, dont le premier numéro est paru en février 2017. Il est la suite de Lapin et de Mon Lapin.
Les fondateurs sont Killoffer et Jean-Yves Duhoo.
Jean-Yves Duhoo et Patrice Killoffer en sont les rédacteurs en chef jusqu’en 2019, puis Quentin Faucompré rejoint Patrice Killoffer en 2020 qui le laisse seul aux manettes dès la fin de l'année suivante.
Le journal est mis en page par le graphiste et illustrateur Rocco.

## Auteurs
Parmi les collaborateurs, des auteurs de bande dessinée : José Parrondo, Olivier Schrauwen, Anouk Ricard, David B., Hélène Aldeguer, Killoffer, Florence Dupré la Tour, Antoine Marchalot, Caroline Sury, Charles Berberian, Fanny Dalle-Rive, Lewis Trondheim, Lisa Mandel, Étienne Lécroart, Jean-Yves Duhoo, Dorothée de Monfreid, Ruppert et Mulot..., des artistes issus de l'illustration ou de l'art contemporain : Joël Hubaut, Icinori, Jochen Gerner, Mrzyk & Moriceau, Pia-Mélissa Laroche, Fabio Viscogliosi, Quentin Faucompré, Guillaume Pinard, Christelle Enault, Tom de Pékin, Hector de la Vallée, Laurent Impeduglia, Taroop & Glabel..., des écrivains : Charles Pennequin, Aurélie William Levaux, Hervé Le Tellier, Fanny Quément, Jackie Berroyer, Luna Barutta, Antoine Boute, Lætitia Bianchi, Thomas Baumgartner, Denis Robert, Pacôme Thiellement, Éric Chevillard, Nathalie Quintane..., et également des graphistes : Geoffroy Pithon, Bonnefrite, Clémentine Mélois ...

## Numéros
- Numéro #1, 1er février 2017[5],[6]
- Numéro #2, 8 mai 2017[5], lancement le 20 mai 2017 à la Librairie Le Monte-en-l'air, à Ménilmontant[7].
- Numéro #3, août 2017.
- Numéro #4, novembre 2017
- Numéro #5, février 2018
- Numéro #6, mai 2018
- Numéro #7, août 2018
- Numéro #8, novembre 2018
- Numéro #9, février 2019
- Numéro #10, mai 2019
- Numéro #11, août 2019
- Numéro #12, novembre 2019
- Numéro #13, février 2020, lancement le 13 février 2020 à la galerie Arts Factory, rue de Charonne,  performances-lectures de Charles Pennequin et Fantazio.
- Pendant le confinement de mars à mai 2020 en France, Mon Lapin Quotidien devient Mon Pangolin d'Avril sur internet.
- Numéro #14, août 2020. Ce n° reprend sous la forme d'un dazibao central des éléments de Mon Pangolin d'Avril.
- Numéro #15, novembre 2020. Sorti pendant le second confinement, ce n° est troué. Sur chacune de ses douze pages, un espace circulaire de 4 cm de diamètre est manquant.
- Numéro #16, février 2021
- Numéro #17, mai 2021
- Numéro #18, août 2021
- Numéro #19, novembre 2021
- Numéro #20, février 2022
- Numéro #21, mai 2022
- Numéro #22, août 2022
- Numéro #23, novembre 2022
- Numéro #24, février 2023
- Numéro #25, mai 2023
- Numéro #26, août 2023
- Numéro #27, novembre 2023
- Numéro #28, février 2024
- Numéro #29, mai 2024
- Numéro #30, août 2024
- Numéro #31, novembre 2024
- Numéro #32, mars 2025